# Chiqui Fernández
Carmen Fernández García, coneguda artísticament com a Chiqui Fernández (Madrid, Espanya, 27 de juny, 1969) és una actriu espanyola.

## Biografia
Llicenciada en Interpretació per la RESAD, Chiqui Fernández es va donar a conèixer en televisió l'any 2001 arran d'un paper secundari en la sèrie Periodistas. En 2005, i poc després de donar a llum al seu primer fill, grava la sèrie Mujeres a les ordres de Félix Sabroso i Dunia Ayaso, el seu primer paper com a actriu protagonista.
Al principi, TVE va descartar l'emissió de la sèrie, que finalment es va veure un any després (últim trimestre de 2006) en la segona cadena pública collint uns més que acceptables resultats d'audiència respecte a la mitjana de La 2 i també excel·lents crítiques.
També ha participat en la sèrie La familia Mata (2007-2009) de la cadena Antena 3, interpretant el paper de Gloria Mata.
En cinema destaquen les seves participacions amb petits papers en cintes com Flores de otro mundo d'Icíar Bollaín.
Un dels seus últims treballs ha estat en la tercera temporada del serial diari Amar es para siempre (continuació d' Amar en tiempos revueltos) a Antena 3, interpretant el paper de Consuelo Garcilán.

## Filmografia

### Televisió
| Any             | Títol                          | Personatge                       | Cadena    | Dades        |
| --------------- | ------------------------------ | -------------------------------- | --------- | ------------ |
| 1996            | La maja de Goya: El Musical    | Reina María Luisa i Madre Águeda |           | TV MOVIE     |
| 1998            | Hermanas                       |                                  | Telecinco | 1 episodi    |
| 1998            | Fernández y familia            | Cuca                             | Telecinco | 2 episodis   |
| 2000            | Manos a la obra                |                                  | Antena 3  | 1 episodi    |
| 2001            | El comisario                   |                                  | Telecinco | 1 episodi    |
| 2001 - 2002     | Periodistas                    | Marimar Crespo                   | Telecinco | 16 episodis  |
| 2002            | Hospital Central               | Isabel                           | Telecinco | 1 episodi    |
| 2003            | Un lugar en el mundo           | La cajera                        | Antena 3  | 9 episodis   |
| 2003 - 2005     | Un paso adelante               | Puri Lacarino                    | Antena 3  | 40 episodis  |
| 2006            | Mujeres                        | Irene                            | La 2      | 13 episodis  |
| 2007 - 2009     | La familia Mata                | Gloria                           | Antena 3  | 36 episodis  |
| 2011            | El asesinato de Carrero Blanco | Berta                            | La 1      | 2 episodis   |
| 2011            | Cheers                         | Dolores "Lola" Mendoza           | Telecinco | 7 episodis   |
| 2013            | Familia                        | Palmira                          | Telecinco | 5 episodis   |
| 2014 - 2015     | Amar es para siempre           | Consuelo Garcilán                | Antena 3  | 147 episodis |
| 2016            | El hombre de tu vida           | Miriam                           | La 1      | 3 episodis   |
| 2017            | La peluquería                  | Natividad "Nati"                 | La 1      | 118 episodis |
| 2017 - 2018     | Cuéntame como pasó             | Candela                          | La 1      | 3 episodis   |
| 2019 - presente | Alta mar                       | Francisca de García              | Netflix   | ¿? episodis  |
| 2019 - 2020     | Servir y proteger              | Lourdes Morata Castro            | La 1      | 41 episodis  |

### Llargmetratges
- Flores de otro mundo, com Aurora. Dir. Icíar Bollaín (1999)
- Plenilunio, com Madre Fátima. Dir. Imanol Uribe (1999)
- Pulsiones, repartiment. Dir. Javier de la Torre (2000)
- Más pena que Gloria, com una infermera. Dir. Víctor García León (2000)
- Deseo, repartiment. Dir. Gerardo Vera (2002)
- Salir pitando, com Alicia. Dir. Álvaro Fernández Armero (2007)
- Gente de mala calidad, com Carmen. Dir. Juan Cavestany (2008)
- Una palabra tuya, com Palmira. Dir. Ángeles González-Sinde (2008)
- Propios y extraños, com la mare d'Ángel. Dir. Manolo González Ramos (2010)
- Pancho, el perro millonario, repartiment. Dir. Tom Fernández (2014)

### Curtmetratges
- Garbanzos, com Charo. Dir. Ramón Luque (2000)
- Manchas, com Queca. Dir. Jorge Torregrossa (2005)
- El último adiós, com Chari. Dir. Carlos López Martínez (2007)
- ¿De qué se ríen las hienas?, com mare feliç. Dir. Javier Beira (2011)
- El chicas day, repartiment. Dir. Susan Béjar (2013)
- 21 con 40, repartiment. Dir. Gabriel Beitia Amador-Carrandi i Susan Béjar (2014)
- El abrazo, com Marisa. Dir. Iñaqui Sánchez (2015)
- Anunci Sorteig Extraordinari de Loteria de Nadal 2018. Dir.Ruiz Caldera (2018)

### Teatre
- Los siete contra Tebas. Dir. Paco Suárez
- Compañía infantil Pin y Pon, de gira por España
- Nuestra cocina. Dir. José Luis Alonso de Santos
- La función Delta. Dir. Raquel Toledo
- Sois todas unas.... Dir. Luis Lázaro
- Érase. Dir. Alberto Miralles
- El obedecedor
- Bodas de sangre, de Federico García Lorca. Dir. Juan Pastor
- Caídos del Cielo, de Paloma Pedrero. Dir. Paloma Pedrero
- La maja de Goya, de Vicente Escribá (1996)
- Pareja abierta, de Darío Fo i Franca Rame (1998)
- Cuento de invierno, de Juan Pastor (2001)
- Hombres, mujeres y punto (2005)
- ¡Manos quietas!. Dir. Esteve Ferrer (2010)
- La Regenta (2012)
- Maribel y la extraña familia, de Miguel Mihura. Dir. Gerardo Vera (2013)
- Florido Pensil Teatro Marquina (2017)
- Nerón (Eduardo Galan) Dir. Alberto Castrillo (2018-2019)

## Premis i nominacions
- Premi Unión de Actores a Millor Actriu de Repartiment pel seu paper de Marimar Crespo a Periodistas (2002)
- Premi Unión de Actores a Millor Actriu Protagonista pel seu paper d'Irene en Mujeres (2006)
- Premi Fotogramas de Plata a Millor Actriu Protagonista pel seu paper d'Irene a Mujeres (2006)